# Gracilichroma bryanti
Gracilichroma bryanti är en skalbaggsart som först beskrevs av Cenek Podany 1974.  Gracilichroma bryanti ingår i släktet Gracilichroma och familjen långhorningar.
Artens utbredningsområde är Sarawak. Inga underarter finns listade i Catalogue of Life.